# Havermoutpap

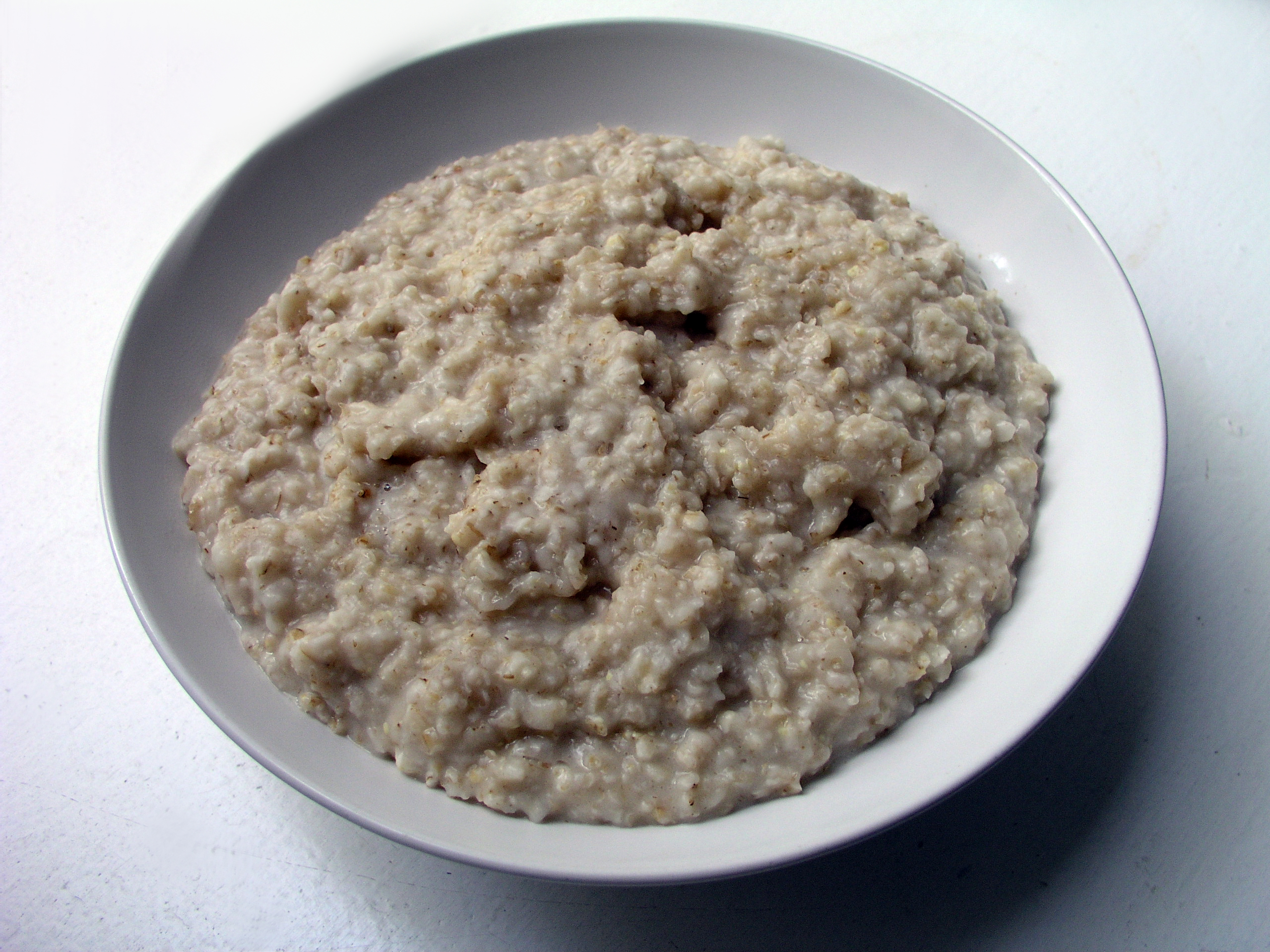
Bord havermoutpap

Havermoutpap is een pap die bereid wordt uit melk of water en havermout. Het wordt gegeten als ontbijt of als nagerecht. 

## Bereiding
Om havermoutpap te bereiden wordt ongeveer 75 gram havermout in 1 liter water of melk aan de kook gebracht en vervolgens op een laag vuur gekookt tot een enigszins lobbige pap ontstaat. De kooktijd hangt af van het type havermout. Er is snelkokende havermout die in 5 minuten gaar is en er is 'gewone' havermout die ongeveer 15 minuten gekookt moet worden. Het verschil tussen deze twee soorten is de dikte van de (gewalste) havermoutvlokken. De precieze kooktijd hangt ook af van de eigen smaak. 
Vaak wordt tijdens of na bereiding zout als smaakversterker en gewone suiker, basterdsuiker, vanillesuiker of zoetstof toegevoegd. Daarnaast kan men kaneel, kardemom of gedroogd fruit toevoegen.